# Anthobium atrocephalum
Anthobium atrocephalum är en skalbaggsart som först beskrevs av Leonard Gyllenhaal 1827.  Anthobium atrocephalum ingår i släktet Anthobium, och familjen kortvingar. Arten är reproducerande i Sverige.